# ستيف هوكينز
ستيف هوكينز (بالإنجليزية: Steve Hawkins)‏ هو مدرب كرة سلة أمريكي، ولد في 3 أغسطس 1962 في فينتورا في الولايات المتحدة.

## روابط خارجية
- ستيف هوكينز على موقع كلية كرة السلة في سبورتس رفرنس.كوم (الإنجليزية)